# Жерар, Этьен-Морис
Не следует путать с генералом Жаном-Батистом Жираром.
Этье́н Мори́с Жера́р (фр. Étienne Maurice Gérard, 4 апреля 1773 — 17 апреля 1852) — французский военный деятель, маршал Франции (1830 год), граф (1813 год), участник революционных и наполеоновских войн, «правая рука» маршала Груши, герой боя при Вавре. При Луи-Филиппе — военный министр. Имя генерала выбито на Триумфальной арке в Париже.

## Биография
Сын Жана Жерара (фр. Jean Gérard; 1739–1801), королевского судебного пристава, придворного чиновника и купца, и его супруги Мари-Жанны Сен-Реми (фр. Marie-Jeanne Saint-Rémy; 1733–1803).
Начал службу волонтёром, в 1791 году.
Отличился в 1794 году, при устройстве переправы через реку Рэр, где облегчил наводку моста, с верёвкой переплыв реку вплавь под сильным огнём, и был за это произведён в капитаны. Вскоре после этого Жерар был назначен адъютантом к Бернадотту и сопровождал его в походах в Италию, на Рейн и в посольстве в Вену. Принимал участие в боях кампаний 1805, 1809 и 1810 гг. (в Португалии).
В русскую кампанию 1812 года командовал сначала бригадой, потом дивизией и при отступлении «Великой армии» исполнял обязанности начальника арьергарда в корпусе маршала Даву. В 1813 году Жерар был тяжело ранен в битве под Лейпцигом; в 1814 году отличился в сражениях при Ла-Ротьере и Монтро. В 1815 году, командуя 4-м корпусом, был тяжело ранен в бою при Вавре (18 июня).
Избранный в 1822 году в палату депутатов, примкнул к оппозиции. После Июльской революции получил портфель военного министра и чин маршала. В 1831 году он был назначен главнокомандующим Северной армией, с которой отразил вторжение голландцев в Бельгию; в 1832 году осаждал и принудил к сдаче Антверпен, который оборонял его бывший сослуживец Давид Шассе.
Граф Этьенн-Морис Жерар умер 17 апреля 1852 года в городе Париже.
Конан Дойль сделал героем цикла рассказов «Подвиги бригадира Жерара» вымышленного кузена этого генерала.

## Воинские звания
- Старший сержант (16 декабря 1792 года);
- Младший лейтенант (21 декабря 1792 года);
- Лейтенант (30 декабря 1793 года);
- Капитан (20 апреля 1797 года);
- Командир эскадрона (13 июля 1799 года);
- Полковник (26 октября 1800 года);
- Бригадный генерал (13 ноября 1806 года);
- Дивизионный генерал (23 сентября 1812 года);
- Маршал Франции (17 августа 1830 года).

## Титулы
- Барон Жерар и Империи (фр. baron Gérard et de l'Empire; декрет от 19 марта 1808 года, патент подтверждён 3 мая 1809 года в Эберсберге);

- Граф Жерар и Империи (фр. comte Gérard et de l'Empire; 21 января 1813 года)[3].

## Награды
- Орден Почётного легиона:
  - большой крест (29.07.1814)
  - великий офицер (18.12.1813)
  - командор (27.07.1806)
  - офицер (14.06.1804)
  - кавалер (25.03.1804)
- Орден Воссоединения, большой крест (03.04.1813)
- Орден Святого Людовика, кавалер (01.06.1814)
- Военный орден Максимилиана Иосифа, кавалер (Бавария, 06.04.1806)
- Орден Леопольда I, большой крест (Бельгия, 19.11.1832)
- Орден Данеброг, кавалер (Дания, 25.11.1808)
- Орден Серафимов (Швеция, 09.12.1836)
- Орден Меча, большой крест (Швеция, 30.04.1814)

## Образ в кино
- «Ватерлоо» (Италия, СССР, 1970) — актёр Владимир Дружников